# Centratherum australianum
Centratherum australianum là một loài thực vật có hoa trong họ Cúc. Loài này được (K.Kirkman) A.R.Bean mô tả khoa học đầu tiên năm 2004.